# (31244) Guidomonzino
(31244) 1998 DG11 est un objet de la ceinture principale d'astéroïdes extérieure de 7,252 km de diamètre découvert en 1998.

## Description
(31244) 1998 DG11 a été découvert le 19 février 1998 à l'observatoire astronomique de Sormano à Sormano en Italie par Piero Sicoli et Augusto Testa.

### Caractéristiques orbitales
L'orbite de cet astéroïde est caractérisée par un demi-grand axe de 3,21 ua, un périhélie de 2,75 ua, une excentricité de 0,15 et une inclinaison de 3,33° par rapport à l'écliptique. Du fait de ces caractéristiques, à savoir un demi-grand axe entre 3,2 et 4,6 ua, il est classé, selon la JPL Small-Body Database, comme objet de la ceinture principale d'astéroïdes extérieure.

### Caractéristiques physiques
(31244) 1998 DG11 a une magnitude absolue (H) de 14,3 et un albédo estimé à 0,076, ce qui permet de calculer un diamètre de 7,252 km. Ces résultats ont été obtenus grâce aux observations du Wide-Field Infrared Survey Explorer (WISE), un télescope spatial américain mis en orbite en 2009 et observant l'ensemble du ciel dans l'infrarouge, et publiés en 2011 dans un article présentant les premiers résultats concernant les astéroïdes de la ceinture principale.